# John Hawkes (tennisspelare)
John "Jack" Baily Hawkes, född 7 juni 1899, Geelong, Australien, död 31 maj 1990, var en australisk vänsterhänt tennisspelare.
John Hawkes var en av Australiens bästa manliga tennisspelare under 1920-talet och rankades som världstia 1928. Som spelare hade han en mycket bra twistserve och en god volley, ett spel som var särskilt lämpat för dubbel, där han också nådde sina största framgångar. Trots det vann han singeltiteln i Australiska mästerskapen 1926 genom finalseger över landsmannen Jim Willard (6-1 6-3 6-1). Han var i final också året därpå (1927), denna gång mötte han landsmannen och dubble Wimbledonmästaren Gerald Patterson. Matchen kom att bli den längsta final i mästerskapen som spelats. I det mycket långa fjärde setet hade Hawkes flera matchbollar som han dock inte förmådde utnyttja. Slutligen stod Patterson som segrare med siffrorna 3-6 6-4 3-6 18-16 6-3. 
Tillsammans med Patterson vann Hawkes tre gånger dubbeltiteln i Australiska mästerskapen (1922, 1926 och 1927). Han spelade också dubbelfinal i Wimbledonmästerskapen 1928 tillsammans med Patterson. Paret fick ge sig mot de legendariska franska spelarna Jacques Brugnon/Henri Cochet som vann med 13-11, 6-4, 6-4.
I Amerikanska mästerskapen vann Hawkes mixed dubbeltiteln 1925 i par med brittiskan Kathleen McKane Godfree. Sin sista GS-titel vann han 1928 i US Open i mixed dubbel tillsammans med Helen Wills Moody.
John Hawkes deltog i det australiska Davis Cup-laget 1921, 1923 och 1925. Han spelade totalt 20 matcher av vilka han vann 11. 

## Grand Slam-titlar
- Australiska mästerskapen
  - Singel - 1926
  - Dubbel - 1922, 1926, 1927
- Amerikanska mästerskapen
  - Mixed dubbel - 1925, 1928